# Midwest Division
Die Midwest Division war eine Division in der nordamerikanischen Basketball-Liga NBA, die der Western Conference untergliedert war und sieben Teams umfasste.
Zum Start der Saison 2004/05 gab es durch die Erweiterung der gesamten Liga von 29 auf 30 Teams (die Charlotte Bobcats traten der NBA bei) in der Western Conference zu viele Mannschaften für nur zwei Divisions. Die Teams der Pacific Division und der Midwest Division wurden umverteilt und im Zuge dessen wurde die Midwest Division aufgelöst. Es entstanden die neuen Divisions Northwest und Southwest. In der Eastern Conference wurde parallel dazu die Southeast Division eingeführt.

## Die Teams
Vor ihrer Auflösung umfasste die Midwest Division folgende Teams:
- Dallas Mavericks
- Denver Nuggets
- Houston Rockets
- Memphis Grizzlies
- Minnesota Timberwolves
- San Antonio Spurs
- Utah Jazz

## Gewinner
| Jahr | Name              |
| ---- | ----------------- |
| 1971 | Milwaukee Bucks   |
| 1972 | Milwaukee Bucks   |
| 1973 | Milwaukee Bucks   |
| 1974 | Milwaukee Bucks   |
| 1975 | Chicago Bulls     |
| 1976 | Milwaukee Bucks   |
| 1977 | Denver Nuggets    |
| 1978 | Denver Nuggets    |
| 1979 | Kansas City Kings |
| 1980 | Milwaukee Bucks   |
| 1981 | San Antonio Spurs |
| 1982 | San Antonio Spurs |
| 1983 | San Antonio Spurs |
| 1984 | Utah Jazz         |
| 1985 | Denver Nuggets    |
| 1986 | Houston Rockets   |
| 1987 | Dallas Mavericks  |

| Jahr | Name                   |
| ---- | ---------------------- |
| 1988 | Denver Nuggets         |
| 1989 | Utah Jazz              |
| 1990 | San Antonio Spurs      |
| 1991 | San Antonio Spurs      |
| 1992 | Utah Jazz              |
| 1993 | Houston Rockets        |
| 1994 | Houston Rockets        |
| 1995 | San Antonio Spurs      |
| 1996 | San Antonio Spurs      |
| 1997 | Utah Jazz              |
| 1998 | Utah Jazz              |
| 1999 | San Antonio Spurs      |
| 2000 | Utah Jazz              |
| 2001 | San Antonio Spurs      |
| 2002 | San Antonio Spurs      |
| 2003 | San Antonio Spurs      |
| 2004 | Minnesota Timberwolves |